# Selección de fútbol sub-15 de Ecuador
La selección de fútbol sub-15 de Ecuador es el equipo formado por jugadores de 15 años de edad, que representa a la Federación Ecuatoriana de Fútbol en el  Campeonato Sudamericano de Fútbol Sub-15 y en los Juegos Olímpicos de la Juventud.

## Estadísticas

### Juegos Olímpicos de la Juventud
| Año           | Ronda        | Posición     | PJ           | PG           | PE           | PP           | GF           | GC           |              |
| ------------- | ------------ | ------------ | ------------ | ------------ | ------------ | ------------ | ------------ | ------------ | ------------ |
| Singapur 2010 | No participó | No participó | No participó | No participó | No participó | No participó | No participó | No participó | No participó |
| Nankín 2014   | No clasificó | No clasificó | No clasificó | No clasificó | No clasificó | No clasificó | No clasificó | No clasificó | No clasificó |

### Campeonato Sudamericano Sub-15
| Año            | Ronda        | Posición | PJ | PG | PE | PP | GF | GC |
| -------------- | ------------ | -------- | -- | -- | -- | -- | -- | -- |
| Paraguay 2004  | Primera fase | 10.°     | 3  | 0  | 1  | 2  | 3  | 7  |
| Bolivia 2005   | Primera fase | 10.°     | 4  | 0  | 1  | 3  | 2  | 15 |
| Brasil 2007    | Primera fase | 7.°      | 4  | 2  | 0  | 2  | 8  | 10 |
| Bolivia 2009   | Fase final   | 3.°      | 7  | 3  | 2  | 2  | 9  | 6  |
| Uruguay 2011   | Primera fase | 7.°      | 4  | 1  | 2  | 1  | 5  | 2  |
| Bolivia 2013   | Primera fase | 8.°      | 4  | 1  | 1  | 2  | 5  | 6  |
| Colombia 2015  | Fase final   | 4.°      | 6  | 2  | 1  | 3  | 10 | 14 |
| Argentina 2017 | Primera fase | 7.°      | 5  | 2  | 2  | 1  | 7  | 6  |
| Paraguay 2019  | Primera fase | 5.°      | 4  | 1  | 3  | 0  | 5  | 4  |
| Bolivia 2023   | Fase final   | 2.°      | 6  | 1  | 4  | 1  | 8  | 11 |

#### Partidos en el Campeonato Sudamericano de Fútbol Sub-15
| Partido | Partido | Partido   | Resultado | Resultado | Sede      | Año  |
| Ecuador | VS      | Uruguay   | 1         | 2         | Paraguay  | 2004 |
| Ecuador | VS      | Argentina | 0         | 3         | Paraguay  | 2004 |
| Ecuador | VS      | E. Unidos | 2         | 2         | Paraguay  | 2004 |
| Ecuador | VS      | Brasil    | 0         | 6         | Bolivia   | 2005 |
| Ecuador | VS      | Colombia  | 1         | 6         | Bolivia   | 2005 |
| Ecuador | VS      | Uruguay   | 0         | 2         | Bolivia   | 2005 |
| Ecuador | VS      | Paraguay  | 1         | 1         | Bolivia   | 2005 |
| Ecuador | VS      | Brasil    | 0         | 5         | Brasil    | 2007 |
| Ecuador | VS      | Uruguay   | 3         | 1         | Brasil    | 2007 |
| Ecuador | VS      | Perú      | 5         | 1         | Brasil    | 2007 |
| Ecuador | VS      | Venezuela | 0         | 3         | Brasil    | 2007 |
| Ecuador | VS      | Argentina | 1         | 0         | Bolivia   | 2009 |
| Ecuador | VS      | Colombia  | 1         | 1         | Bolivia   | 2009 |
| Ecuador | VS      | Uruguay   | 1         | 2         | Bolivia   | 2009 |
| Ecuador | VS      | Perú      | 3         | 0         | Bolivia   | 2009 |
| Ecuador | VS      | Brasil    | 1         | 1         | Bolivia   | 2009 |
| Ecuador | VS      | Uruguay   | 2         | 1         | Bolivia   | 2009 |
| Ecuador | VS      | Paraguay  | 0         | 1         | Bolivia   | 2009 |
| Ecuador | VS      | Chile     | 0         | 1         | Uruguay   | 2011 |
| Ecuador | VS      | Uruguay   | 1         | 1         | Uruguay   | 2011 |
| Ecuador | VS      | Argentina | 0         | 0         | Uruguay   | 2011 |
| Ecuador | VS      | Venezuela | 4         | 0         | Uruguay   | 2011 |
| Ecuador | VS      | Argentina | 1         | 2         | Bolivia   | 2013 |
| Ecuador | VS      | Paraguay  | 1         | 1         | Bolivia   | 2013 |
| Ecuador | VS      | Perú      | 0         | 2         | Bolivia   | 2013 |
| Ecuador | VS      | Bolivia   | 3         | 1         | Bolivia   | 2013 |
| Ecuador | VS      | Paraguay  | 2         | 2         | Colombia  | 2015 |
| Ecuador | VS      | Venezuela | 3         | 2         | Colombia  | 2015 |
| Ecuador | VS      | Argentina | 0         | 3         | Colombia  | 2015 |
| Ecuador | VS      | Colombia  | 4         | 3         | Colombia  | 2015 |
| Ecuador | VS      | Brasil    | 1         | 3         | Colombia  | 2015 |
| Ecuador | VS      | Argentina | 0         | 1         | Colombia  | 2015 |
| Ecuador | VS      | Venezuela | 0         | 0         | Argentina | 2017 |
| Ecuador | VS      | Brasil    | 0         | 2         | Argentina | 2017 |
| Ecuador | VS      | Bolivia   | 3         | 2         | Argentina | 2017 |
| Ecuador | VS      | Perú      | 1         | 1         | Argentina | 2017 |
| Ecuador | VS      | Croacia   | 3         | 1         | Argentina | 2017 |
| Ecuador | VS      | Chile     | 1         | 1         | Paraguay  | 2019 |
| Ecuador | VS      | Uruguay   | 3         | 2         | Paraguay  | 2019 |
| Ecuador | VS      | Paraguay  | 0         | 0         | Paraguay  | 2019 |
| Ecuador | VS      | Argentina | 1         | 1         | Paraguay  | 2019 |

### Copa México de Naciones Sub-15
| Año         | Ronda        | Posición     | PJ           | PG           | PE           | PP           | GF           | GC           |              |
| ----------- | ------------ | ------------ | ------------ | ------------ | ------------ | ------------ | ------------ | ------------ | ------------ |
| México 2012 | No participó | No participó | No participó | No participó | No participó | No participó | No participó | No participó | No participó |
| México 2013 | No participó | No participó | No participó | No participó | No participó | No participó | No participó | No participó | No participó |
| México 2014 | Campeón      | Campeón      | Campeón      | Campeón      | Campeón      | Campeón      | Campeón      | Campeón      | Campeón      |

## Última convocatoria
- Se muestran los convocados de la selección para el Campeonato Sudamericano de Fútbol Sub-15 de 2023.[2][3]

| N.º | Nombre               | Posición      | Edad    | Club                         |
| --- | -------------------- | ------------- | ------- | ---------------------------- |
| 1   | Miguel Peralta       | Portero       | 16 años | Independiente del Valle      |
| 12  | Mijaíl Vaca          | Portero       | 14 años | El Nacional                  |
| 22  | Jostin García        | Portero       | 16 años | Liga Deportiva Universitaria |
| 2   | Virgilio Olaya       | Defensa       | 16 años | S. D. Aucas                  |
| 3   | Deinner Ordóñez      | Defensa       | 14 años | Independiente del Valle      |
| 13  | Renato Caicedo       | Defensa       | 16 años | Universidad Católica         |
| 14  | Darío Castillo       | Defensa       | 16 años | Barcelona S. C.              |
| 15  | Benny Birner         | Defensa       | 16 años | Kieler SV Holstein           |
| 19  | Juan Riquelme Angulo | Defensa       | 16 años | Independiente del Valle      |
| 4   | Jordan Mejía         | Mediocampista | 16 años | Elche C. F.                  |
| 5   | Bolívar Tobar        | Mediocampista | 16 años | C. S. Emelec                 |
| 6   | Fricio Caicedo       | Mediocampista | 16 años | Liga Deportiva Universitaria |
| 10  | Justin Lerma         | Mediocampista | 16 años | Independiente del Valle      |
| 16  | Yaxi García          | Mediocampista | 16 años | Barcelona S. C.              |
| 18  | Ederson Castillo     | Mediocampista | 15 años | Liga Deportiva Universitaria |
| 20  | Malcom Dacosta       | Mediocampista | 16 años | AFC Bournemouth              |
| 21  | Jhosué Minda         | Mediocampista | 16 años | Liga Deportiva Universitaria |
| 7   | Jalmar Ramírez       | Delantero     | 16 años | Elche C. F.                  |
| 8   | Hólger Quintero      | Delantero     | 15 años | Independiente del Valle      |
| 9   | Kevin Pineda         | Delantero     | 16 años | Liga Deportiva Universitaria |
| 11  | Edwin Quintero       | Delantero     | 15 años | Independiente del Valle      |
| 17  | Demcy Manteca        | Delantero     | 16 años | Liga Deportiva Universitaria |

## Palmarés

### Torneos oficiales
| Competición                    | Campeón | Subcampeón | Tercer lugar | Cuarto lugar |  |
| ------------------------------ | ------- | ---------- | ------------ | ------------ |  |
| Campeonato Sudamericano Sub-15 |         | 1 (2023)   | 1 ( 2009)    | 1 (2015)     |  |

### Torneos amistosos
- Selección de fútbol Sub-16 de Ecuador: Copa México de Naciones (1): 2014
- Actualizado hasta el 3 de octubre de 2019.